# Магдалена Нойнер
Магдалена „Лена“ Нойнер (на немски: Magdalena Neuner) е германска биатлонистка. Тя е двукратна олимпийска шампионка, дванадесеткратна световна шампионка и трикратна носителка на Световната купа.

## Ранни години
Нойнер е израснала във Валгау – село с 1500 жители в Бавария, близо до алпийския курорт Гармиш-Партенкирхен. Тя е втората от четирите деца на банковия чиновник Паул Нойнер и съпругата му Маргит. Има двама братя (Паул и Кристоф) и една сестра (Анна), която също е биатлонистка. Започва да тренира ски алпийски дисциплини, както и други зимни спортове. Чак на 16-годишна възраст решава да прави кариера в биатлона. Първоначално нейните родители са против, но в крайна сметка подкрепят амбицията ѝ.

## Спортна кариера

### Сезон 2006/2007
Нойнер дебютира за Световната купа през 2006 г. През 2007 печели три златни медала от световното първенство в Антхолц – в спринта, преследването и 4 х 6 км щафета. Същата година става спортистка на годината в Германия.

### Сезон 2007/2008
През 2008 г. здравословни проблеми пречат на Нойнер да се подготви максимално добре за предстоящия сезон, което се отразява на представянето ѝ в първите състезания. Въпреки това тя печели три златни медала от световното първенство в Йостершунд – в масовия старт и два отборни в щафетата на жените и в смесената щафета. През същата година става най-младата състезателка, спечелила Световната купа (21 години).

### Сезон 2008/2009
На Световното първенство през 2009 година в Пьончанг настинка и слаба стрелба пречат на Лена да се представи на ниво и тя взима само един медал – сребро в щафетата. Завършва едва четвърта в генералното класиране за Световната купа и по-късно признава, че огромните очаквания и увеличаващият се медиен интерес към нея са ѝ дошли в повече, което я е принудило да прибегне до услугите на психолог и да ограничи медийните си изяви през лятото.

### Сезон 2009/2010
Сезон 2009/2010 също не започва добре за Магдалена. Заболяване принуждава германката да пропусне първия кръг от Световната купа в Йостершунд в началото на декември.
Тя се завръща на пистата в следващия кръг в Хохфилцен, но ефектите от заболяването са видни и тя е далеч от най-добрата си форма, като не успява да намери място сред първите 20 в спринта и преследването.
В Поклюка Нойнер е вече в познатата форма, но преди стартовете в Оберхоф в началото на януари, тя получава контузия в гърба по време на загрявка и се отказва от участие в спринта и масовия старт, което дава възможност на Хелена Йонсон-Екхолм да увеличи своя точков аванс пред нея в генаралното класиране.
В Антхолц Нойнер показва, че вече е навлязла във форма. В последните стартове за Световната купа преди Олимпийските игри, Лена се възползва максимално от отсъствието на някои от силните биатлонистки, като печели спринта и записва първа победа в кариерата си в индивидуалната дисциплина на 15 км, а към това прибавя и сребро в преследването.
Зимните олимпийски игри във Ванкувър са върховият момент в кариерата на Нойнер. Тя печели два златни (преследване и масов старт) и 1 сребърен (спринт) медал. Заради психическа умора и за да даде шанс на Мартина Бек да участва в щафетата на последната си Олимпиада, Нойнер пропуска щафетата, в която германките печелят бронзов медал. По-късно, заради тази си постъпка, тя получава медал за „феърплей“ от Германската олимпийска федерация. 
Магдалена показва отличната си форма и в последните три кръга от Световната купа и триумфира за втори път с Големия кристален глобус. За десерт печели и златен медал със смесената щафета на световното първенство в Ханти-Мансийск.

### Сезон 2010/2011
През 2011 г. на Световното първенство, отново в Ханти Мансийск, Нойнер печели три златни (спринт, масов старт и щафета) и два сребърни (смесена щафета и преследване) медала, с което става най-успешната биатлонистка в историята на световните първенства.
Отново заболявания мъчат германката през сезона и тя пропуска цели 5 старта от Световната купа, което в крайна сметка се оказва решаващо за крайното класиране, тъй като от този сезон вече не се премахват трите най-слаби класирания през годината. Ключов се оказва моментът преди предпоследното състезание – преследването в Холменколен. Нойнер е спечелила спринта, гарантирала си е малката световна купа и е скъсила дистанцията от водачката във временното класиране Кайса Макарайнен само на 22 точки. Настинка обаче ѝ пречи да стартира в преследването (където щеше да има преднина от 31 секунди пред втората Тура Бергер) и тя отпада от борбата за Големия кристален глобус, като завършва едва на пето място в крайното класиране.

### Сезон 2011/2012
За разлика от предни години, този сезон започва добре за Магдалена. Първият кръг за Световната купа в Йостершунд тя печели едно първо (спринт) и две трети места (индивидуално и преследване).
Във втория кръг в Хохфилцен, три дни след като официално е обявила отказването си след края на сезона, Нойнер триумфира в спринта на 7,5 км с чиста стрелба. Ден по-късно в преследването, тя прави две грешки на последната стрелба и след зрелищен финален спринт, завършва трета, на 3.1 сек. след победителката Дария Домрачова. Магдалена участва и в щафетата в Хохфилцен, заедно със своите съотборнички Хилдебранд, Хенкел и Бахман. Тя поема щафетата на четвърти пост, на десета позиция, с изоставане от над 2:20 мин., но благодарение на добро ски бягане и използването на само един допълнителен патрон успява да изкачи тима си до шесто място.
Третият кръг отново се провежда в Хохфилцен. В спринта Нойнер завършва четвърта, на 44,9 секунди зад победителката Олга Зайцева. Магдалена прави по една грешка в двете стрелби и дава едва пето чисто бегово време, с което затвърждава тенденцията, наблюдавана от началото на сезона, че не се намира в познатата върхова функционална форма. В преследването тя прави цели шест грешки (по две на всяка от последните три стрелби) и се нарежда на дванадесета позиция, на 2 мин. и 18 сек. зад победителката Зайцева. Нойнер не участва в първата за сезона смесена щафета.
На 19 декември 2011 г. за втори път в кариерата си е избрана за спортистка на годината в Германия.
2012 година започва кошмарно за Нойнер. В началото на януари в Оберхоф, по време на първото състезание за новата календарна година – щафетата на 4х6 км. – тя проваля своите съотборнички. Преди последната стрелба германките се движат начело, но Магдалена не улучва нито една мишена с първите пет патрона. С трите допълнителни изстрела тя все пак сваля една мишена и върти четири наказателни обиколки, което в крайна сметка нарежда германките на четвърто място. Лена обаче се реваншира по най-добрия начин пред родната си публика, печелейки безапалационно спринта (чиста стрелба) и масовия старт (три грешки – по една във всяка от първите три стрелби).
В Нове Место Нойнер стартира с трето място на 15 км индивидуално с общо две грешки и изоставане от 32,9 секунди от победителката Кайса Макарайнен, която също сваля осемнадесет мишени. В спринта Лена прави три грешки в стрелбата от положение прав и се нарежда на трета позиция, на 34,5 сек. зад безгрешната победителка Олга Зайцева. В преследването тя завършва на седма позиция с осем наказателни обиколки. Ключова се оказва третата стрелба, където се случва нещо рядко виждано. Нойнер пристига първа на рубежа и сваля първите четири мишени, но... в съседния коридор. Тя все пак се усеща за последния изстрел и поваля една от своите мишени. Така, въпреки че дефакто е направила пет от пет, тя върти четири наказателни обиколки и изпада от топ 6. 
В спринта на 7,5 км. в Антхолц Нойнер прави една грешка в стрелбата от положение прав, но това не ѝ пречи да спечели четвъртия (от общо шест) спринт за сезона. Магдалена участва в третата за сезона женска щафета, на непривичния за нея втори пост. Тя използва общо пет допълнителни патрона и върти една наказателна обиколка, но въпреки това германките са водачки преди последната стрелба. По време на нея обаче, пушката на Тина Бахман засича и с общо дванадесет допълнителни патрона и две наказателни обиколки, германките финишират на шеста позиция, на 1 мин. и 15,5 секунди зад победителките от Франция. В преследването Нойнер е безгрешна на първите три стрелби и пристига на рубежа за последната стрелба с минимална преднина пред Анастасия Кузмина и Дария Домрачова. За разлика от своите съпернички обаче, тя прави две грешки и на контролата след стрелбата излиза трета, на 34 секунди зад Домрачова и 19,2 сек. зад Кузмина. Лена прави много силна последна обиколка и стопява близо 13 секунди на Кузмина, но не успява да я изпревари и завършва трета, на 32,1 секунди зад победителката Дария Домрачова, която също прави общо две грешки в стрелбата. Магдалена обаче запазва водачеството, както за малката Световна купа в масовия старт, така и в генералното класиране за Големия кристален глобус. Тя води с 57 точки пред беларускинята преди последните четири кръга.
Седмият кръг за Световната купа се провежда в норвежкия зимен център Холменколен при доста тежки условия. Минусовите температури обаче не пречат на Магдалена Нойнер да спечели петия си спринт за сезона и общо петнадесетия в кариерата ѝ. Лена е безгрешна в стрелбата и на обичайното ниво в ски бягането, с което си осигурява преднина от близо 40 секунди пред втората Дария Домрачова за преследването. В него Нойнер прави общо две грешки (по една на втората и третата стрелба), но те не се оказват фатални и тя печели безпроблемно, ставайки шестата биатлонистка с дубъл (спринт + преследване) в Холменколен. Това е победа номер 31 за нея за Световната купа, с което излиза на второ място във вечната класация по този показател, след Магдалена Форсберг, която има 42. Нойнер пропуска да направи требъл, след като грипно заболяване ѝ пречи да стартира в масовия старт.
Осмият кръг в Контиолахти също се провежда при много студено време, което налага някои промени в програмата. Първият старт е смесена щафета, в която Нойнер не участва. В спринта тя прави една грешка от положение легнал, но с много силно ски бягане успява да изпревари Кайса Макарайнен (1 грешка) с 12,3 сек., Дария Домрачова (2 грешки) със 17 сек., Олга Зайцева (без грешка) с 31.1 сек. и да спечели шестата си победа за сезона в тази дисциплина. В преследването Магдалена прави общо четири грешки в стрелбата и не успява да задържи преднината си пред Макарайнен (1 грешка), завършвайки втора, на 35,9 сек. зад финландката. Лена обаче съумява да задържи втората позиция със силен финален спринт пред Дария Домрачова (4 грешки), с което успява да вземе частичен реванш на беларускинята за загубата в преследването в Хохфилцен по-рано през сезона и показва, че се намира в добра функционлана форма няколко седмици преди Световното първенство.
Световното първенство в Руполдинг започва със смесена щафета, в която Нойнер участва на обичайния втори пост. Тя поема щафетата от Андреа Хенкел на шесто място с изоставане от 46,3 секунди и въпреки че използва общо три допълнителни патрона в двете стрелби, успява, с много бързо ски бягане и стрелба, да предаде на Андреас Бирнбахер на второ място само на 7,2 секунди зад временните водачи от Франция. Последният прави две много бързи и чисти стрелби и успява да изкачи германците на първо място с над минута преднина, но Арнд Пайфер проваля своите на последна стрелба, като върти една наказателна обиколка. Така германците завършват трети след Норвегия и Словения, а Нойнер печели първия си бронзов медал от Световни първенства. В спринта Магдалена стреля безгрешно и печели единадесетата си световна титла и трета в тази дисциплина. Тя изпреварва също безгрешните Дария Домрачова с 15,2 сек. и Вита Семеренко с 37,6. сек., затвърждавайки превъзходството си в тази дисциплина през сезона. В преследването Нойнер тръгва уверено и прави само една грешка в първите три стрелби. Тя пристига на последна стрелба с преднина от около 30 секунди пред Дария Домрачова, но успява да уцели само три от петте мишени. В същото време беларускинята поваля всички свои мишени и стигна до победата. За Лена остава сребърния медал, който е четвърти в кариерата ѝ. В Индивидуалната дисциплина на 15 км. Нойнер прави най-доброто чисто ски бягане, но допуска общо шест грешки в четирите стрелби и завършва на двадесет и трета позиция, на 4:40,3 мин. зад победителката Тура Бергер. Така тя не успява да вземе медал от голям шампионат в тази дисциплина, което е един от малкото пропуски в богатата ѝ кариера. Нойнер участва на втори пост в германската щафета, която е в състав Тина Бахман, Магдалена Нойнер, Мириам Гьоснер и Андреа Хенкел. Магдалена поема щафетата с изоставане от 0,6 сек. от временните водачи от Франция. На първата стрелба тя прави две грешки след първите пет изстрела, но с два допълнителни патрона поваля мишените. Не така стоят нещата обаче при втората стрелба от положение прав, където Лена поваля четири мишени от осем изстрела и върти една наказателна обиколка. Тя все пак успява да предаде на трето място с изоставане от 10,4 сек. Тази разлика бива стопена от Гьоснер и Хенкел и Германия печели златните медали с общо десет допълнителни патрона и една наказателна обиколка. Това е четвърти златен медал за Нойнер в щафетата и общо дванадесети в кариерата ѝ. В последното си състезание пред родна публика, масовият старт на 12,5 км, Нойнер прави по една грешка на първите три стрелби, но въпреки това пристига с добри изходни позиции на последната стрелба. Тя обаче рискува и прави цели три грешки, които в крайна сметка я изхвърлят от топ 10. Тя завършва на единадесета позиция, на 1:10,4 мин. зад победителката Тура Бергер (по-късно, заради дисквалификацията на Олга Зайцева минава с едно място напред и в крайна сметка е десета).
Преди последните три старта за Световната купа в Ханти Мансийск Нойнер води с 32 точки преднина пред Дария Домрачова и 140 пред Тура Бергер. В спринта тя прави по една грешка на всяка от стрелбите, но успява да компенсира с добро ски бягане и грабва десетата си победа за сезона. Доказателство за силното ски бягане на Лена е фактът, че тя завършва с 16,2 секунди пред най-силната ски бегачка през сезона Дария Домрачова, която е завъртяла и една наказателна обиколка по-малко. С осем победи от десет старта, Нойнер си осигурява малката Световна купа в спринта. В преследването Магдалена губи преднината си пред Вита Семеренко и Дария Домрачова още след първата стрелба, където прави една грешка. Тя обаче връща лидерската си позиция след втората стрелба, където поваля всички мишени. На третата стрелба прави две грешки, но въпреки това пристига на последната стрелба едновременно със Семеренко и Домрачова. Лена отново прави две грешки и в крайна сметка завършва четвърта, на 54,2 секунди зад победителката Дария Домрачова. Това обаче се оказва достатъчно, за да триумфира с Големия кристален глобус за трети път в кариерата си. Последното състезание на Магдалена Нойнер – масовият старт на 12,5 км. – тръгва много добре за нея с две чисти и бързи стрелби. Тя води убедително преди третата стрелба, където обаче уцелва само една мишена и върти четири наказателни обиколки. На последната стрелба тя прави още две грешки и в крайна сметка завършва шеста, на 56 сек. зад победителката Дария Домрачова.
След края на активната си спортна кариера е избрана за спортист на 2012 г. на Германия за трети път. 

## Ски бягане
Магдалена Нойнер е една от най-бързите ски бегачки в историята на биатлона. Резултатите ѝ са сравними с тези в чистото ски бягане не само при жените, но и при мъжете. В по-ранна възраст тя участва в състезания по ски бягане и дори печели някои от тях.
В 66 от 151-те си индивидуални състезания за Световната купа тя е била най-бърза (без да се брои времето, прекарано на стрелбището и наказателните обиколки), което е 44%. В 77% от състезанията Нойнер е била сред първите три. Най-силният ѝ сезон в това отношение е 2006/2007, когато е най-бърза в 19 от 24-те ѝ старта (76%).
Лена често компенсира слаба стрелба с неповторимото си ски бягане, характерно с уникален стил на загребване. Три от победите ѝ в Световната купа са постигнати с цели 3 грешки повече от завършилата на второ място състезателка. Това означава допълнителни 450 метра. През март 2008 г. Нойнер завършва на второ място в масовия старт в Ханти Мансийск с общо 5 грешки в стрелбата. Тя има също и едно трето място с цели 6 грешки – в преследването в Оберхоф през януари 2007 г. По време на първата си победа за Световната купа в индивидуалната дисциплина през януари 2010 г., тя компенсира наказание от две минути.
|            | 2005/2006 | 2005/2006 | 2006/2007 | 2006/2007 | 2007/2008 | 2007/2008 | 2008/2009 | 2008/2009 | 2009/2010 | 2009/2010 | 2010/2011 | 2010/2011 | 2011/2012 | 2011/2012 | ОБЩО     |     |
| ---------- | --------- | --------- | --------- | --------- | --------- | --------- | --------- | --------- | --------- | --------- | --------- | --------- | --------- | --------- | -------- | --- |
| Най-бърза  | 0 / 10    | 0%        | 7 / 24    | 29%       | 19 / 25   | 76%       | 14 / 25   | 56%       | 9 / 21    | 43%       | 12 / 21   | 57%       | 5 / 25    | 20%       | 66 / 151 | 44% |
| 2-ро време | 0 / 10    | 0%        | 5 / 24    | 21%       | 4 / 25    | 16%       | 1 / 25    | 4%        | 7 / 21    | 33%       | 7 / 21    | 33%       | 7 / 25    | 28%       | 31 / 151 | 21% |
| 3-то време | 0 / 10    | 0%        | 7 / 24    | 29%       | 2 / 25    | 8%        | 3 / 25    | 12%       | 1 / 21    | 5%        | 0 / 21    | 0%        | 7 / 25    | 28%       | 20 / 151 | 13% |
| Друго      | 10 / 10   | 100%      | 5 / 24    | 21%       | 0 / 25    | 0%        | 7 / 25    | 28%       | 4 / 21    | 19%       | 2 / 21    | 10%       | 6 / 25    | 24%       | 34 / 151 | 23% |

## Стрелба
Нойнер не е от най-точните стрелци. Средният процент на стрелбата ѝ е около 77%. Стрелбата ѝ от положение легнал е много добра и е съизмерима с останалите топ стрелци – 88%. Разликата идва от стрелбата от положение прав, която е доста под средното ниво – около 66%. Тя обаче компенсира с много бърза стрелба и прекарва минимално време на стрелковия рубеж.
Самата Лена казва в интервю, че трудностите ѝ при стрелбата от положение прав се дължат не толкова на технически грешки, колкото на огромното напрежение и психологическата тежест от големите очаквания. Тя дори прибягва до услугите на психолог, което се оказва добър ход, след като стрелбата ѝ от положение прав се подобрява от 60% през сезон 2007/2008 до 74% през 2010/2011. В някои състезания Нойнер ползва тапи за уши, които ѝ помагат за по-добра концентрация на стрелковия рубеж.
По традиция най-слабата дисциплина за Магдалена е Индивидуалното състезание на 15 км, тъй като традиционно то е най-зависещо от стрелбата (вместо наказателна обиколка, се прибавя по 1 мин. допълнително време за всяка грешка). Най-кошмарният момент за Нойнер, свързан с нейната стрелба, е в Антхолц през януари 2009 г. След три чисти стрелби в масовия старт, тя води с 53,6 секунди преди последната стрелба, на която не уцелва нито една мишена и завършва едва шеста.
|        | 2005/2006 | 2006/2007 | 2007/2008 | 2008/2009 | 2009/2010 | 2010/2011 | 2011/2012 | СРЕДНО |
| ------ | --------- | --------- | --------- | --------- | --------- | --------- | --------- | ------ |
| Легнал | 91%       | 86%       | 87%       | 86%       | 91%       | 88%       | 89%       | 88%    |
| Прав   | 65%       | 63%       | 60%       | 66%       | 71%       | 74%       | 70%       | 67%    |
| ОБЩО   | 78%       | 74%       | 73%       | 76%       | 81%       | 81%       | 79%       | 78%    |

## Личен живот
Магдалена Нойнер е като поп звезда в Германия. Тъй като биатлонът е един от най-популярните спортове в страната, тя оглавява всички класации. Към нея има предложения дори да се снима гола в немското издание на „Плейбой“, но тя отказва. Вместо да се появява из медиите, скромната Лена предпочита да си живее в родното селце, близо до което има панорамен планински път на нейно име.

Първият ѝ по-сериозен приятел е бившият австрийски биатлонист Франц Первейн, с когото се запознават по време на Младежкото световното първенство през 2006 г. Тази връзка продължава почти две години. След това живее с треньора по биатлон Бьорн Вейшейт до есента на 2009 г., когато потвърждава връзката си с приятеля си от ученическите ѝ години Йозеф Холцер, който по професия е дърводелец. 
Хобитата ѝ са планинско колоездене, пешеходен туризъм, мотоциклетизъм, плуване, свирене на арфа, йога, плетене.и др. Има блог за плетене, където обяснява неща около хобито си, но и споделя мнението си за състезанията.
На 6 декември 2011 г. Нойнер шокира света на биатлонa, обявявайки на личната си страница в интернет, че след сезон 2011/2012 ще прекрати своята състезателна кариера и ще се ориентира към създаване на семейство. „Ще прекратя кариерата си в биатлона след тази зима. Това може би е неприятно и изненадващо за много от вас, не беше лесно да взема това решение и се борех с него известно време. Като за начало копнея за малко повече почивка и да правя неща извън спорта. Мотивирана съм да опитам нови неща в други области и съм отворена за предложения от всички.“ 
След отказването си, Нойнер разкрива, че е получавала смъртни заплахи по време на Световното първенство в Руполдинг през март 2012.
На 29 март 2014 г. Магдалена сключва граждански брак с Йозеф Холцер. Два месеца по-късно, на 30 май 2014 г., тя ражда първото си дете – момиченце с име Верена Анна.
Магдалена е видна привърженичка на германския футболен отбор Байерн Мюнхен.

## Успехи

### Олимпийски игри
|               | Индивидуално | Спринт | Преследване | Масов старт | Щафета |
| ------------- | ------------ | ------ | ----------- | ----------- | ------ |
| 2010 Ванкувър | 10           | Сребро | Злато       | Злато       | —      |

### Световни първенства
|                     | Индивид. | Спринт | Преследване | Масов старт | Щафета | См. щафета |
| ------------------- | -------- | ------ | ----------- | ----------- | ------ | ---------- |
| 2007 Антхолц        | —        | Злато  | Злато       | 14          | Злато  | —          |
| 2008 Йостершунд     | —        | 17     | 6           | Злато       | Злато  | Злато      |
| 2009 Пьонгчанг      | —        | 8      | 11          | 7           | Сребро | —          |
| 2010 Ханти-Мансийск | —        | —      | —           | —           | —      | Злато      |
| 2011 Ханти-Мансийск | 5        | Злато  | Сребро      | Злато       | Злато  | Сребро     |
| 2012 Руполдинг      | 23       | Злато  | Сребро      | 10          | Злато  | Бронз      |

### Световна купа
| Резултат          | Индивид. | Спринт | Преследване | Масов старт | Щафета | ОБЩО |
| ----------------- | -------- | ------ | ----------- | ----------- | ------ | ---- |
| 1-во място        | 1        | 18     | 7           | 8           | 13     | 47   |
| 2-ро място        | 0        | 3      | 7           | 1           | 5      | 16   |
| 3-то място        | 3        | 9      | 3           | 3           | 1      | 19   |
| Топ 10            | 11       | 45     | 33          | 24          | 24     | 137  |
| Зоната на точките | 15       | 59     | 45          | 29          | 24     | 172  |
| СТАРТОВЕ          | 16       | 60     | 46          | 29          | 24     | 175  |

### Победи
| №   | Дата             | Място          | Дисциплина   |
| --- | ---------------- | -------------- | ------------ |
| 1.  | 5 януари 2007    | Оберхоф        | Спринт       |
| 2.  | 3 февруари 2007  | Антхолц        | Спринт       |
| 3.  | 4 февруари 2007  | Антхолц        | Преследване  |
| 4.  | 10 март 2007     | Холменколен    | Преследване  |
| 5.  | 11 март 2007     | Холменколен    | Масов старт  |
| 6.  | 15 март 2007     | Ханти Мансийск | Спринт       |
| 7.  | 17 март 2007     | Ханти Мансийск | Преследване  |
| 8.  | 6 януари 2008    | Оберхоф        | Масов старт  |
| 9.  | 16 февруари 2008 | Йостершунд     | Масов старт  |
| 10. | 28 февруари 2008 | Пьончанг       | Спринт       |
| 11. | 6 март 2008      | Ханти Мансийск | Спринт       |
| 12. | 16 януари 2009   | Руполдинг      | Спринт       |
| 13. | 18 януари 2009   | Руполдинг      | Преследване  |
| 14. | 28 март 2009     | Ханти Мансийск | Преследване  |
| 15. | 20 януари 2010   | Антхолц        | Индивидуално |
| 16. | 22 януари 2010   | Антхолц        | Спринт       |
| 17. | 16 февруари 2010 | Ванкувър       | Преследване  |
| 18. | 21 февруари 2010 | Ванкувър       | Масов старт  |
| 19. | 27 март 2010     | Ханти Мансийск | Масов старт  |
| 20. | 18 декември 2010 | Поклюка        | Спринт       |
| 21. | 13 февруари 2011 | Форт Кент      | Масов старт  |
| 22. | 5 март 2011      | Ханти Мансийск | Спринт       |
| 23. | 12 март 2011     | Ханти Мансийск | Масов старт  |
| 24. | 17 март 2011     | Холменколен    | Спринт       |
| 25. | 3 декември 2011  | Йостершунд     | Спринт       |
| 26. | 9 декември 2011  | Хохфилцен      | Спринт       |
| 27. | 6 януари 2012    | Оберхоф        | Спринт       |
| 28. | 8 януари 2012    | Оберхоф        | Масов старт  |
| 29. | 19 януари 2012   | Антхолц        | Спринт       |
| 30. | 2 февруари 2012  | Холменколен    | Спринт       |
| 31. | 4 февруари 2012  | Холменколен    | Преследване  |
| 32. | 11 февруари 2012 | Контиолахти    | Спринт       |
| 33. | 3 март 2012      | Руполдинг      | Спринт       |
| 34. | 16 март 2012     | Ханти Мансийск | Спринт       |

| №   | Дата             | Място          | Дисциплина     |
| --- | ---------------- | -------------- | -------------- |
| 1.  | 11 февруари 2007 | Антхолц        | Щафета         |
| 2.  | 16 декември 2007 | Поклюка        | Щафета         |
| 3.  | 9 януари 2008    | Руполдинг      | Щафета         |
| 4.  | 12 февруари 2008 | Йостершунд     | Смесена щафета |
| 5.  | 17 февруари 2008 | Йостершунд     | Щафета         |
| 6.  | 21 декември 2008 | Хохфилцен      | Щафета         |
| 7.  | 14 януари 2009   | Руполдинг      | Щафета         |
| 8.  | 14 март 2009     | Ванкувър       | Щафета         |
| 9.  | 28 март 2010     | Ханти Мансийск | Смесена щафета |
| 10. | 11 декември 2010 | Хохфилцен      | Щафета         |
| 11. | 5 февруари 2011  | Прескю Айл     | Смесена щафета |
| 12. | 13 март 2011     | Ханти Мансийск | Щафета         |
| 13. | 10 март 2012     | Руполдинг      | Щафета         |